# رافادالي
رافادالي (بالإيطالية: Raffadali)‏ هي بلدية في مقاطعة أغريجنتو في صقلية الإيطالية.

## السكان
في سنة 1861 بلغ عدد السكان 6٬019 نسمة، وتطور العدد ليصل في سنة 2011 لـ 12٬837 نسمة.
يظهر هذا المخطط البياني تطور النمو السكاني لـ رافادالي